# Peter Shalen
Peter B. Shalen (* 23. Juli 1946 in New York City) ist ein US-amerikanischer Mathematiker, der sich mit geometrischer Topologie befasst. Er ist Professor an der University of Illinois at Chicago.
Shalen machte 1962 seinen Abschluss an der Stuyvesant High School und studierte an der Harvard University mit dem Bachelor-Abschluss 1966, studierte ein Jahr 1966/67 an der École normale supérieure und wurde 1972 in Harvard bei Edwin Moise promoviert (A piecewise linear proof for triangulation theorem of 3-manifolds). Von 1971 bis 1974 war er J. F. Ritt Assistant Professor an der Columbia University und von 1974 bis 1979 Assistant Professor, 1979 Associate Professor und 1983 Professor an der Rice University. Seit 1985 war er Professor an der University of Illinois in Chicago.
Er war Gastwissenschaftler am Courant Institute (1978/79), an der Columbia University (1981/82), an der Universität Nantes, der Universität Paris-Süd, am MSRI (1985), an der Universität Toulouse (Paul Sabatier), der University of Chicago (1998/99), der Universität Paris und der Université de Bourgogne.
1987 bewies er mit Marc Culler, John Edwin Luecke und Cameron Gordon das Cyclic Surgery Theorem. Die JSJ-Zerlegung von 3-Mannigfaltigkeiten ist nach ihm,  William Jaco (mit dem er darüber publizierte) und Klaus Johannson benannt.
Er war an der Lösung der Smith-Vermutung (von Paul A. Smith aufgestellt) beteiligt. Mit John Morgan gab er neue Beweise einer Reihe von grundlegenden Resultaten von William Thurston.
1986 war er Invited Speaker auf dem Internationalen Mathematikerkongress in Berkeley (Representations of 3-manifold groups and applications in topology). Von 1992 bis 1997 war er Herausgeber von Geometric Topology. Von 1977 bis 1979 war er Sloan Research Fellow.

## Schriften
- mit William H. Jaco: Seifert fibered spaces in 3-manifolds (= Memoirs of the American Mathematical Society. 220). American Mathematical Society, Providence RI 1979, ISBN 0-8218-2220-9.
- mit William H. Jaco: Seifert fibered spaces in 3-manifolds. In: James C. Cantrell (Hrsg.): Geometric topology. Proceedings of the 1977 Georgia Topology Conference, Athens, Ga., Aug. 1–12, 1977. Academic Press, New York NY u. a. 1979, S. 91–99.
- Separating, incompressible surfaces in 3-manifolds. In: Inventiones Mathematicae. Band 52, 1979, S. 105–126.
- mit Marc Culler: Varieties of group representations and splittings of 3-manifolds. In: Annals of Mathematics. Band 117, Nummer 1, 1983, S. 109–146, doi:10.2307/2006973.
- mit John W. Morgan: Valuations, trees, and degenerations of hyperbolic structures, I. In: Annals of Mathematics. Band 120, Nummer 3, 1984, S. 401–476, doi:10.2307/1971082.
- mit Marc Culler, Cameron McA. Gordon, John Luecke: Dehn surgery on knots. In: Annals of Mathematics. Band 125, Nummer 2, 1987, S. 237–300, doi:10.2307/1971311.
- mit John W. Morgan: Degenerations of hyperbolic structures, II: Measured laminations in 3-manifolds. In: Annals of Mathematics. Band 127, Nummer 2, 1988, S. 403–456, doi:10.2307/2007061.
- mit John W. Morgan: Degenerations of hyperbolic structures, III: Actions of 3-manifold groups on trees and Thurston's compactness theorem. In: Annals of Mathematics. Band 127, Nummer 3, 1988, S. 457–519, doi:10.2307/2007003.
- mit Daryl Cooper, Marc Culler, Henri Gillet, Darren D. Long: Plane curves associated to character varieties of 3-manifolds. In: Inventiones Mathematicae. Band 118, 1994, S. 47–84.